# 帆船

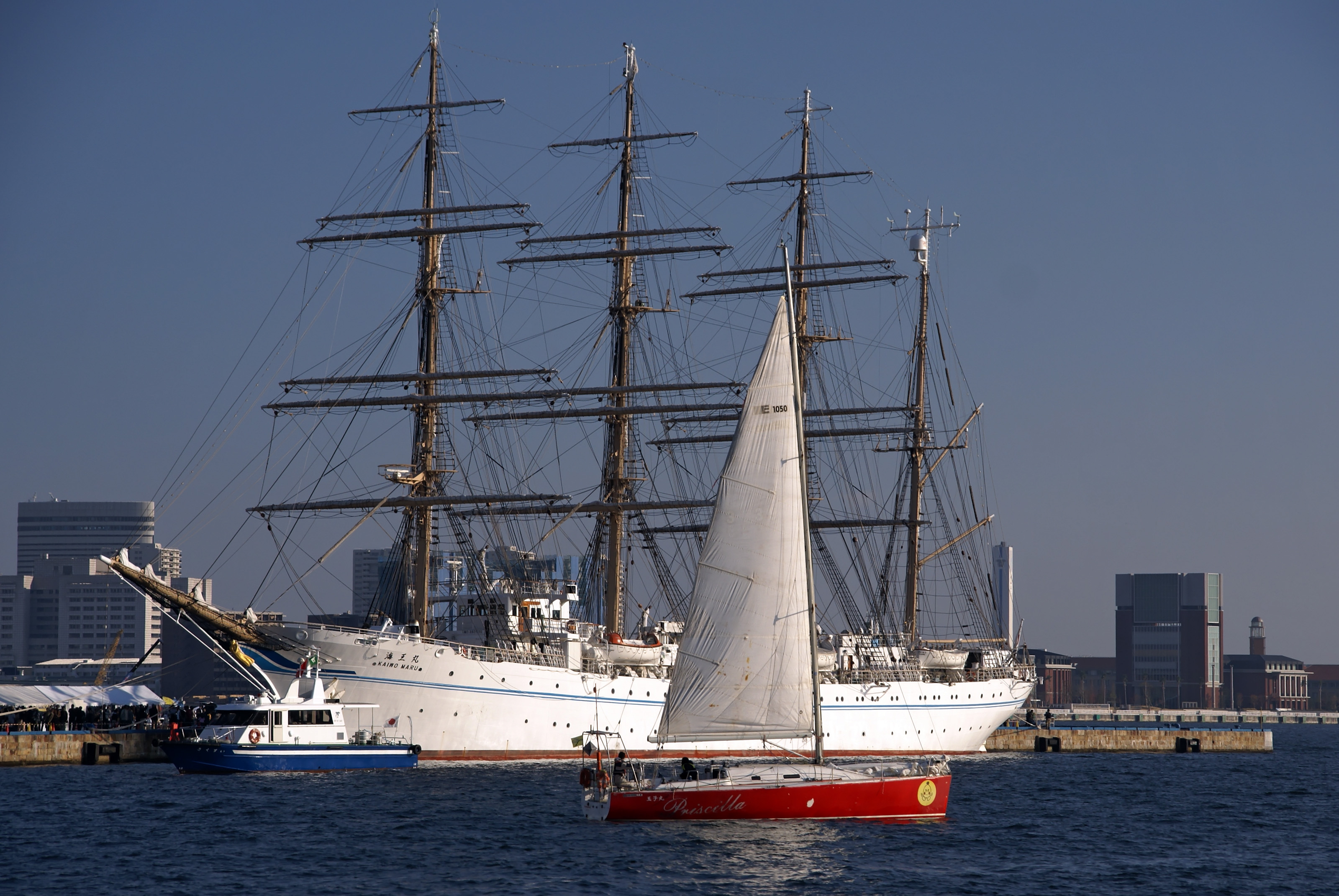
帆船、2種の写真。うしろがトールシップ（海王丸II世）。手前がセーリングクルーザー（個人所有のもの）。

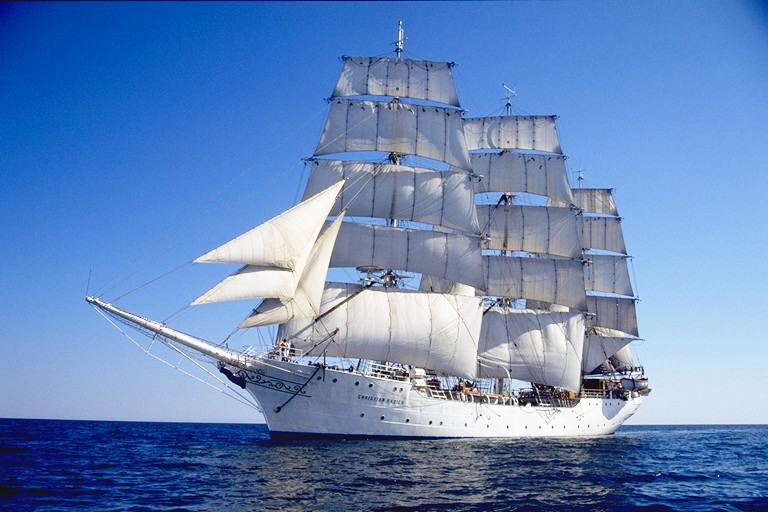
シップの例（ノルウェー船籍のChristian Radich号）

帆船（はんせん、ほぶね、英: sailing shipあるいはsailboatなど）とは、「帆」（ほ）に風を受けて推進力とする船のことである。
伝統的な帆装の大型船はトールシップと呼ばれ、一方、小型の帆船はセイルボート（sailboat）と呼ばれる。日本では小型セイルボート（特に縦帆のもの）を「ヨット」と呼ぶことが多いが、英語の「yacht」は「豪華な遊行船」を意味している。
水上交通のルールを定めている海上交通安全法でいう「帆船」は、帆を推力として進む水上の乗り物全てを指している。当記事では、この種の船全般について、中東、アフリカ、アジア、オセアニア、南北アメリカのものも含めて解説する。

## 種類と帆装

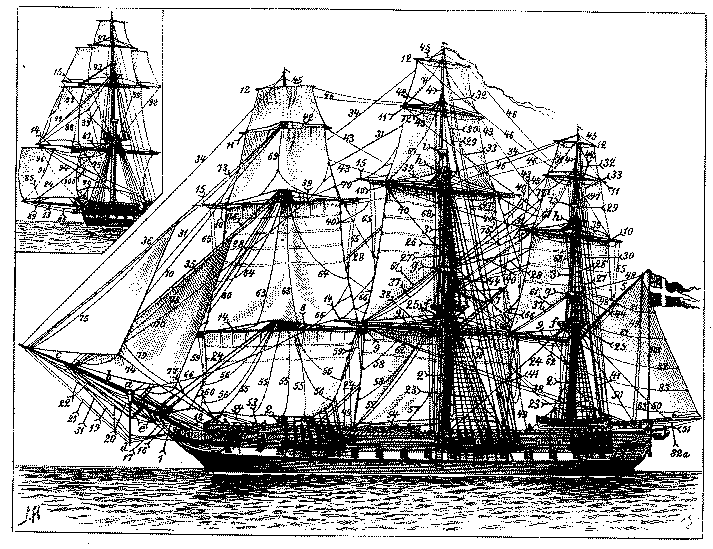
帆走フリゲートとその帆装図

帆船の分類法は複数あるが、よく使われるものとしては、その帆装で分類する方法がある。
「帆装」（はんそう）とは船舶工学における帆船の艤装の構成要素で、マストと帆の組み合わせを体系化したものである。多くの場合、以下の3つの構成を含む。
- 軽微な風での航行性 : 風の多くは至軽風であるため、軽微な風での航行を可能としておく必要がある。
- 風に応じた対応性 : 可変的な風に対応するため、風の強弱などに応じて帆の調整を可能とする必要がある。
- 嵐に対する適応力 : 嵐のような極めて強い風の中でも、船を保守するための帆の管理を可能とする必要がある。

帆には横帆と縦帆の2種類がある。横帆は追い風を捉える効率が高く、季節風を利用して長距離を移動するのに向いている。縦帆は追い風の利用効率は劣るが、より風に向かって間切る、つまりより前方から吹く風を利用することができ、操船がしやすいという利点がある。
現在ではFRPなどでできた硬翼帆や円柱を回転させマグナス効果で揚力を生じさせるローター船などの新方式が開発されている他、船体そのものを帆として利用する研究もある。
以下に挙げるのは一般的に用いられる帆装と、それに類する特徴的な帆装である。一般的な帆装はマストの本数と、そこに張られた帆の種類で分類できる。

### マスト1本
| 画像 | 名称           | 帆の種類           | 注記 |
| ---- | -------------- | ------------------ | --- |
|      | サンフィッシュ | ラテンセイル       | |
|      | キャットボート | ガフセイル         | |
|      | ガンター       | ガフセイルとジブ   | |
|      | スループ       | ガフセイルとジブ   | ガンターよりガフセイルが大きく、分割されている点で異なる。 戦闘用のものは砲門の数によって分類される（スループ#戦闘用のスループを参照）。 |
|      | カッター       | ガフセイルとジブ   | スループとはマストの位置が異なる（カッター (船)#帆走カッターを参照）。                                                                   |
|      | プロア         | クラブクロウセイル | |

### マスト2本
| 画像 | 名称                                            | 前檣の主帆 | 後檣の主帆 | 注記 |
| ---- | ----------------------------------------------- | ---------- | ---------- | --- |
|      | ブリッグ                                        | 横帆       | 横帆       | 戦闘用のものは砲門の数によって分類される（スループ#戦闘用のスループを参照）。                                    |
|      | スノー                                          | 横帆       | 横帆       | ブリッグ型に加えて「スノーマスト」と呼ばれる小さな縦帆を船尾に持つ。                                             |
|      | ブリガンティン                                  | 横帆       | 縦帆       | 後方マストの帆の種類は問わないが、ブリッグと区別して縦帆の場合が多い。                                           |
|      | ハーマフロダイトブリッグ （スクーナーブリッグ） | 横帆       | 縦帆       | ブリッグ型の横帆、スクーナー型の縦帆を持つ。 ブリガンティンと同一視されることが多い。                            |
|      | スクーナー                                      | 縦帆       | 縦帆       | マストが3本以上の場合でも、全て縦帆であればスクーナーと呼ばれる。                                                |
|      | トップスルスクーナー                            | 縦帆       | 縦帆       | スクーナーのうち、前のマスト上部に横帆を持つもの。 操作が比較的容易なため、トレーニングシップにこの形が多い。    |
|      | ツートップスルスクーナー （ジャッカスブリッグ） | 縦帆       | 縦帆       | スクーナーのうち、両方のマスト上部に横帆を持つもの。                                                             |
|      | ケッチ                                          | 縦帆       | 縦帆       | 上記の帆装に比して小型のミズンマストを持つ。 ミズンマストの高さと目的で区別される（ケッチ#類似した帆装を参照）。 |
|      | ヨール                                          | 縦帆       | 縦帆       | 上記の帆装に比して小型のミズンマストを持つ。 ミズンマストの高さと目的で区別される（ケッチ#類似した帆装を参照）。 |

### マスト3本以上
| 画像 | 名称                                | 前檣の主帆 | 中檣の主帆 | 後檣の主帆 | 注記                                                                                              |
| ---- | ----------------------------------- | ---------- | ---------- | ---------- | ------------------------------------------------------------------------------------------------- |
|      | シップ （全装帆船）                 | 横帆       | 横帆       | 横帆       | 戦列艦やクリッパーも含まれる。                                                                    |
|      | バーク                              | 横帆       | 横帆       | 縦帆       |                                                                                                   |
|      | ジャッカスバーク                    | 横帆       | 横縦半々   | 縦帆       | 帆の割合がバークとバーケンティンの中間。 マストが奇数の場合は、中央のマストの帆が縦横半々となる。 |
|      | バーケンティン （スクーナーバーク） | 横帆       | 縦帆       | 縦帆       |                                                                                                   |
|      | スクーナー                          | 縦帆       | 縦帆       | 縦帆       |                                                                                                   |

### 特徴のある帆装
| 画像 | 名称       | 地域                 | 特徴 |
| ---- | ---------- | -------------------- | --- |
|      | ジャンク   | 中国                 | ジャンク帆を持つ。 |
|      | ジーベック | アラビア近辺の地中海 | 最前列のマストのみ横帆、残りは縦帆を持つ。 初期のものは2本マスト、終期のものは3本のマスト。 ブリガンティンやバーケンティンは縦帆がガフセイル、ジーベックのラテンセイル。 |
|      | フェラッカ | アラビア近辺の地中海 | ジーベックと類似した帆装であるが、全てのマストにラテンセイルを持つ。 |

## 歴史
帆船の源流には、北ヨーロッパを中心に横帆式の帆を用いた「北方船」と、地中海やペルシャ湾を中心に縦帆式の帆を用いた「南方船」の2系統がある、と金子隆一は言う。それぞれの技術が融合して15世紀に「標準型全装帆船」が誕生し、19世紀のクリッパーに至った。その後、蒸気船の登場とともに凋落していった。

### 古代エジプト
（紀元前4000年頃のものと推定される古代エジプトの陶器に帆走船を描いたと思われる図案が残されているものの、この絵には人物が一切描かれていないため、本当に船なのか疑問がある。）古代エジプト人は紀元前3000年頃から外洋航海をするようになり、クレタ島やフェニキアに船を出しレバノン杉などを輸入していた。紀元前2700年頃のサフラー王の墳墓には2脚のマストと操舵用のオールを備えた船のレリーフが残されており、サフラー王は8隻の艦隊でフェニキアから捕虜を連れてきたとある。

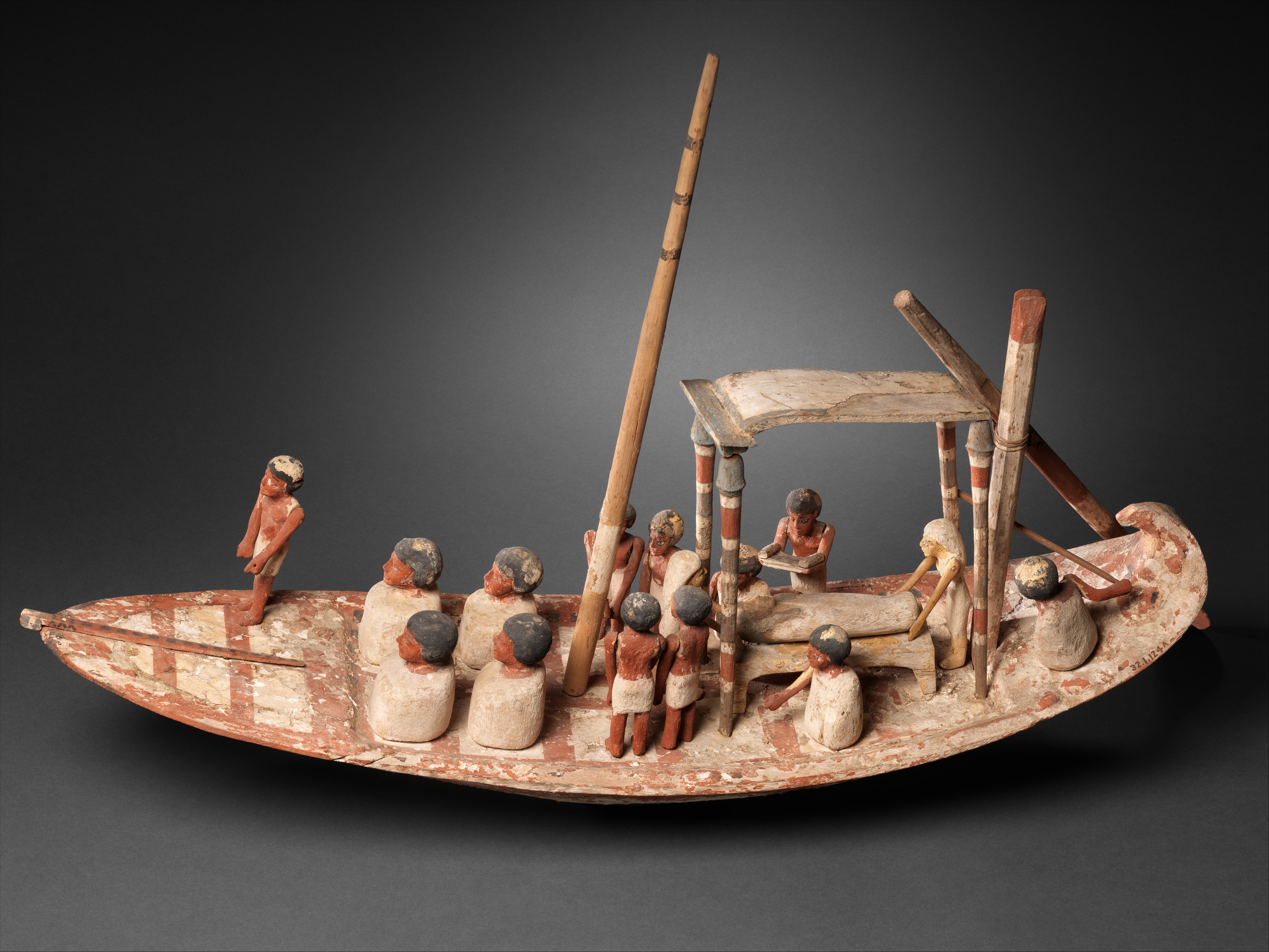
古代エジプトで紀元前1900-1885年ころに制作された帆船模型。大きなマストが立っている。
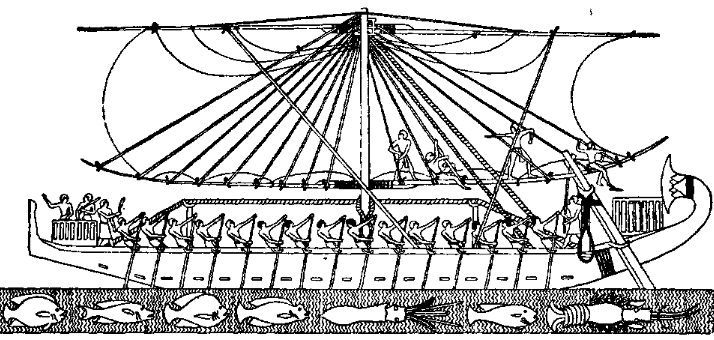
ハトシェプスト（紀元前1479年頃 - 紀元前1458年）の帆船

### ミノア文明、古代ギリシャ

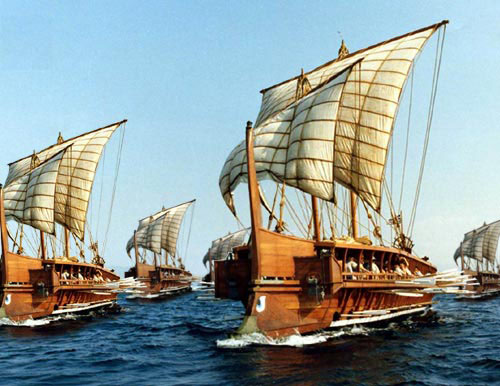
ギリシアのガレー船

紀元前2200年頃からエーゲ海で栄えたミノア文明で、貿易船を守るため戦闘専門の軍艦で編成された世界初の海軍が作られた。ギリシャ人の使うガレー船はその後も地中海東部の軍船の主流となった。ガレー船には船首に小さい帆、中央に大きな帆が付いており、巡航時には帆を使い、戦闘時には帆をたたんで漕走した。細身で高速なガレー船は「長い船」と呼ばれ、連絡用や重要人物の輸送に使われたが、物資の輸送には速度は出ないが頑丈で容積のある「丸い船」と呼ばれる商用船を作り、用途に応じて使い分けた。この種の船はローマ人にも利用され、マストを2本備えた船や、アンフォラを1万個運べる「一万船」と呼ばれる大型船も作られた。

### 古代の北ヨーロッパ
紀元前の北ヨーロッパの帆走船に関してユリウス・カエサルが紀元前56年に遺した記録では、ブリトン人は獣皮と薄いなめし革で作られた帆を備えた木造船を使っていたという。

### （古代の）オセアニア
紀元前2500年頃から、アウストロネシアの太平洋、インド洋への移民が始まり、紀元前1000年頃にはポリネシア人がサモア、トンガなどに達している。当時使われた船を示す直接の証拠はないが、風の弱い時期を選んで風上に向かって帆走していたと考えられている。
ミクロネシア文化人やポリネシア人は天測や生物相の観察、うねりの観察などを用いた独自の航法技術（スター・ナヴィゲーション）を発達させ、時に数千キロにも及ぶ大航海を行っていた。
オセアニアでは、逆三角帆（クラブクロウ・セイル）を用いた帆船が盛んに建造され、人や物の交流に使用されていた。これらを総称して「セイリング・カヌー（帆走カヌー）」と呼ぶ。セイリング・カヌーには単胴のもの（アウトリガーカヌー）と双胴のもの（ダブルカヌー）がある。

### アラブ（7世紀-18世紀）

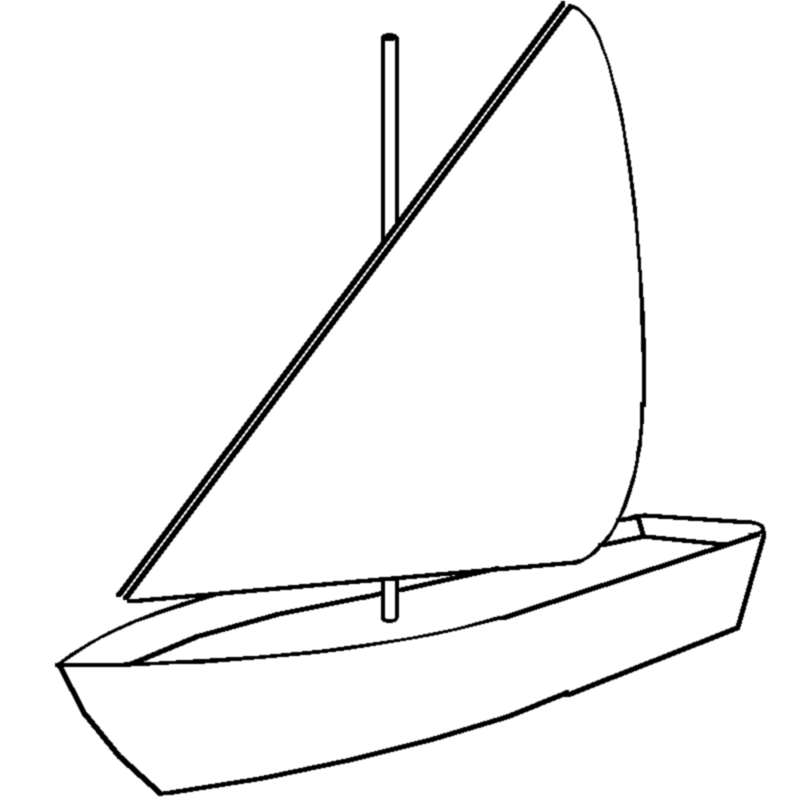
三角帆

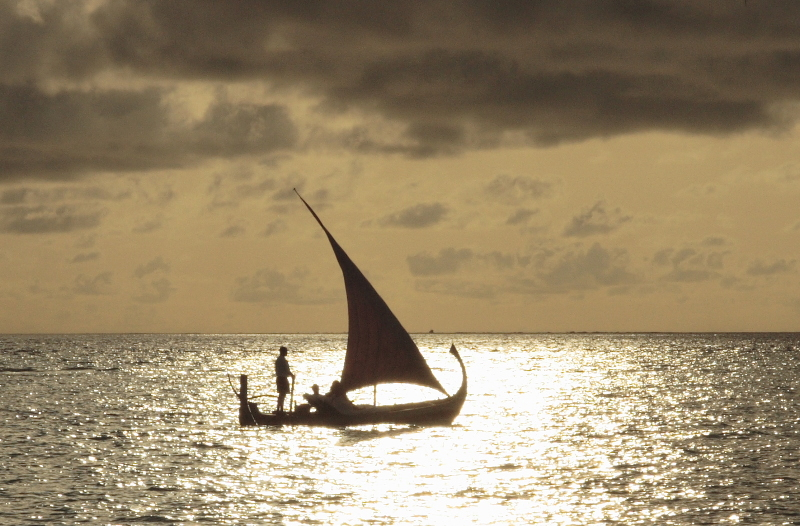
ドーニー（モルディブ、2006年)

アラブ人は、イスラムの共同体や信用制度を基礎として、インド洋を中心として、東アフリカから果ては中国にまで及ぶ、帆船による海上貿易ネットワークを構築し、インド洋は「イスラムの海」の様相を呈していた（勢力図が変化したのは16世紀にポルトガルなどヨーロッパ諸国が進出してからである）。アラブ人は独特な海図と航海術を発展させ、夜間の航海も可能にした。『アラビアンナイト（千夜一夜物語）』の「船乗りシンドバッド」は、10世紀ごろのアラブ人船乗りの世界を描いている、といわれている。
また同海上貿易ネットワークは、インド化したアラブ人を出現させ、また同時に、アラブ化したインド人船乗りも出現させた。多くのインド商人が帆船でソファーラ（モザンビーク）周辺に行き、銑鉄を高額で買い付け回り、インドに輸出していた模様なども、アラブ人イブン・アル・ワルディの旅行記に記されている。 
三角帆を特徴としたアラブ独特の帆船は、今でもザンジバル島(アフリカ)、パキスタン、モルディブ、インドネシアなど広範囲で使用されており、「ドーニー」（ドーニィ）や「ダウ」などと呼ばれている。

### 北ヨーロッパ、北方船（6-15世紀）
6世紀の中頃、聖ブレンダンがカラッハ（柳の枝に革を張ったボート）で大西洋を航海したという伝説があるが、鉄具とタールで補強し、取舵オールと帆を装備していたと伝えられる。
625年頃にイースト・アングリアの王レドウォルドを葬ったものと考えられる　サクソン人の船葬墓が、1939年にサフォーク州サットン・フーで発見された。クリンカー・ビルド（鎧張り）工法で作られるなど、後のロングシップとの類似点が多く見られる。

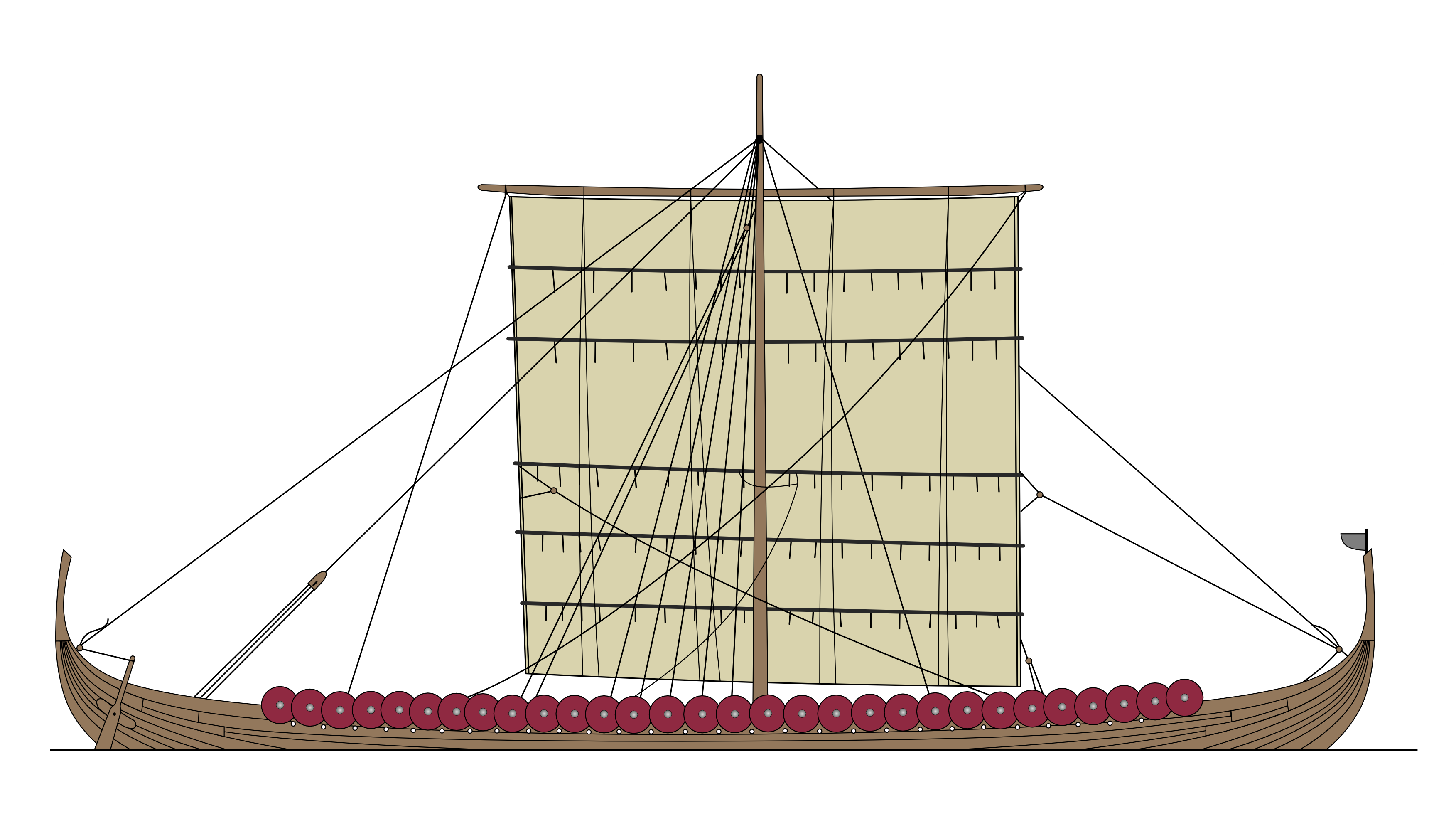
ヴァイキングのロングシップの構成

8世紀半ばから11世紀の半ばまでの300年間、北ヨーロッパではヴァイキングが勢力を拡大した。ロングシップと呼ばれる深い竜骨と取り外しのできる横帆を取り入れた船首尾同型船でイングランドを襲撃、征服し、地中海やカスピ海、北アメリカにまで至った。いくつかのロングシップが船葬墓として発見されているが、それらはオールの数が15対と少なく戦闘用のロングシップではないと見られる。北欧のサガの記述には多くのオールを装備した船がしばしば見られることから、戦闘用のロングシップは更に武骨で大型だったと考えられている。また、ヴァイキングは貨物用のクナールという帆走ボートを使用していた。クナールはロングシップと比べて喫水が深く、前後は短いが幅が広く、オールは少なくマストは完全に固定されていた。
ヴァイキングの退潮後も、1本マストの船首尾同型船は北ヨーロッパ諸国で使われた。11世紀のノルマン人によるイングランド侵攻を描いたバイユーのタペストリーでは、その建造から出撃の様子を見ることができる。基本的デザインはヴァイキング船と変わらないが、盾の配置や馬の輸送船など騎兵戦術への移行への対応が見て取れる。また、他のロングシップの後裔としてスコットランドのウエスト・ハイランド・ガレーがある。ウエスト・ハイランド・ガレーは舷側舵ではなく船尾舵を持ち、15世紀まで使われた。
12世紀になるとバウスプリットと舵を備えた北方船が出現する。バウスプリットによって風上への帆走が可能になり、船体が傾斜した状態では役に立たない舷側舵は船尾舵へと切り替えられた。13-14世紀にはこの種の大型船はコグ船と呼ばれ、ハンザ同盟の標準船舶となった。北ヨーロッパでは海戦はあまり起きなかったが、コグ船は戦時には船首楼、船尾楼を設け戦闘用に改装される場合があった。時とともに船首楼、船尾楼は大型化、常態化され、居住スペースの拡張として商船にも採用された。
コグ船は基本的にクリンカー・ビルド工法だが、船体上部はカーヴェル・ビルト（平張り）工法で作られた。北ヨーロッパにはもう一種、ハルク船といわれる大型船があり、こちらは完全にクリンカー・ビルド工法で作られた。

### 中国（8-18世紀）、鄭和の大航海
北宋時代に高麗へ派遣する使節用として造られた帆船は全長約110メートル積載量1100トン以上で、見た事のない大船だと記される。一般の貿易船としては、積載量275トン程度の大船から万斛船と呼ばれる600-900トン程度の巨大帆船まで様々な種類の船が用いられた。戦闘船は速度が重視され、一日千里を航行すると記録されている。

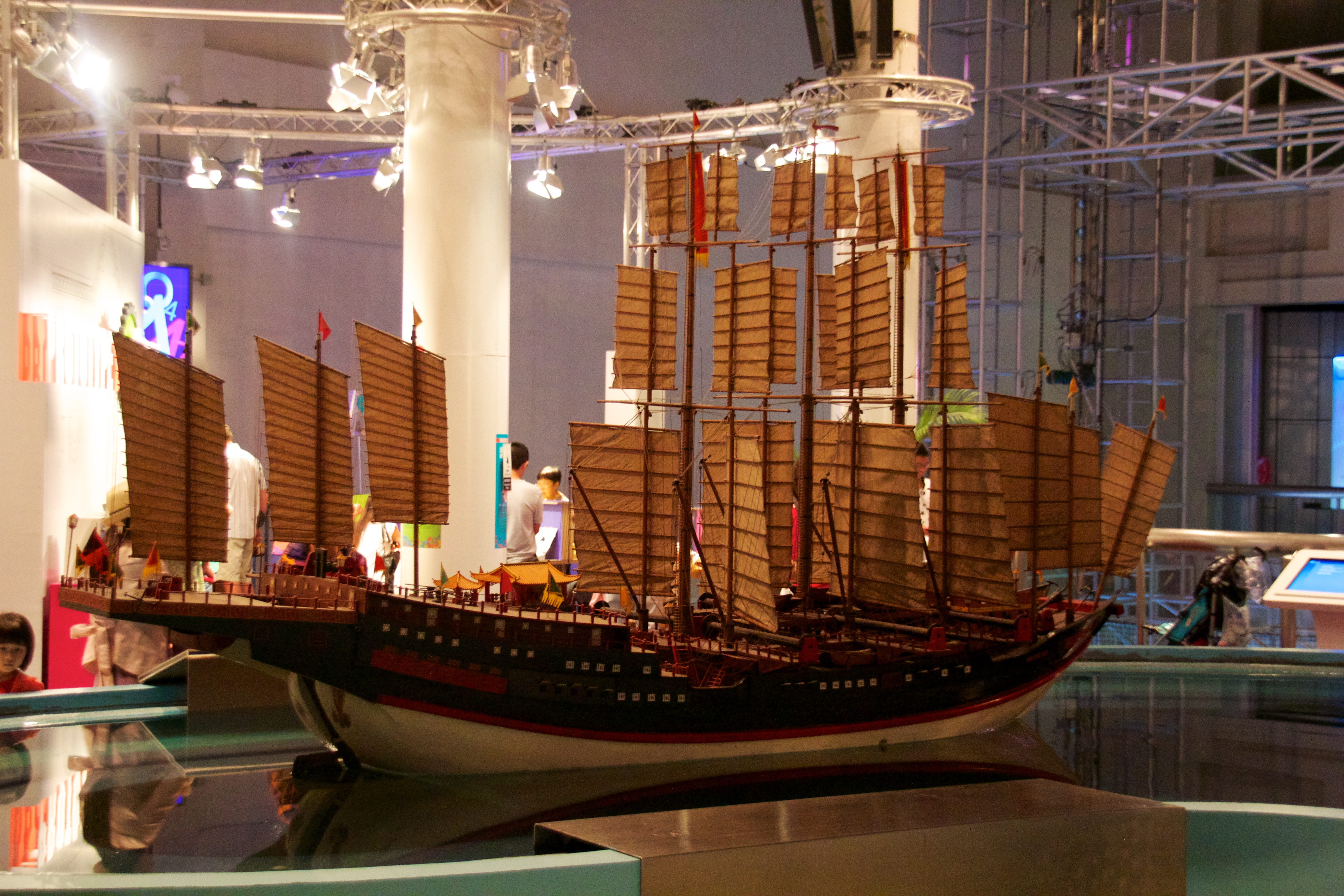
鄭和の船団の中でも最大級の帆船の模型

ヴェネツィアの旅行家マルコ・ポーロ（Marco Polo,1254年 -1324年）は20年近く元朝のクビライ・ハーンに仕えた。そのときのことを口述した『東方見聞録』において、元朝の南方交易用の帆船は、4本のマストを持ち乗員は60名程度であること、竜骨（キール）によって船体は高い強度を保っていること、浸水しても沈没を免れる隔壁構造の船体を採用していること、羅針盤によって正確な遠洋航行が可能であることを報告している。
中国の明朝では鄭和が1405年から1433年にかけて7回の大航海を行った。航海した範囲は東南アジア、インド、アラビア半島、アフリカ東岸にまでわたった。これらの航海には長さ173m、幅56mにも及ぶ巨大な帆船が用いられた（詳細は項目「鄭和」を参照のこと）。

### 西欧諸国の大航海時代（15-18世紀）
ポルトガルのエンリケ航海王子（1395年 - 1460年）は、アフリカ大陸の金山・東方のキリスト教国プレスター・ジョンとの接触・インド航路を再開拓するために、船乗りの援助や帆船の改良に力を注いだ。

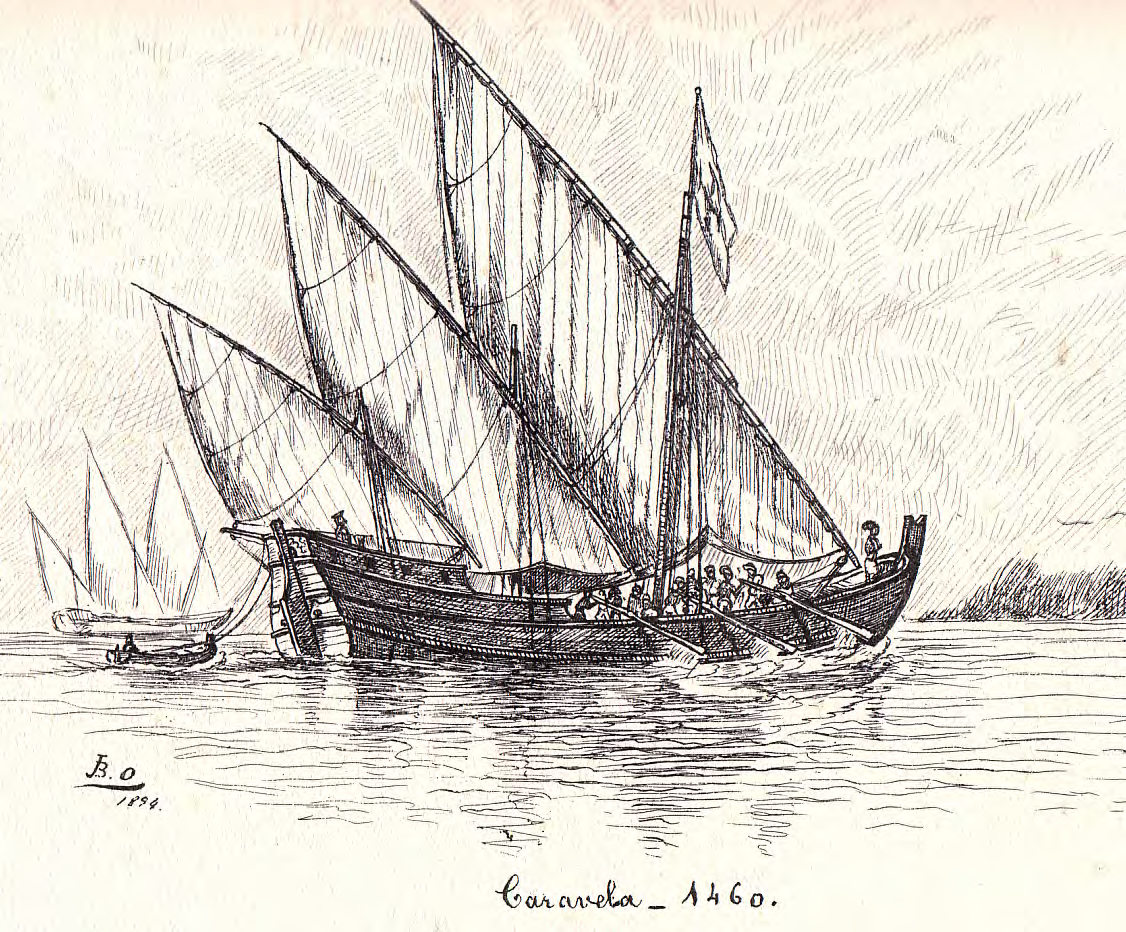
三角帆を採用し風上にのぼることが得意なキャラベル船（1460年）

コンスタンティノープルの陥落以後、東方との交易はイスラム商人が高い関税をかけていたため、直接、中国やインドなどから陶磁器、鉄製品、綿織物、香料、香辛料、絹などを入手するルートを開拓する必要があり、帆船には様々な改良が加えられた。それまでの帆船は1本マストであったが、この頃から3本マストの帆船が現れる。キャラベル船の誕生はそれまでの西欧の貧弱な帆船と比べ活動範囲を大幅に拡大した。キャラベル船は3本のマストに三角帆（ラテン帆）を採用することで、逆風でも前進できることが特徴である。
クリストファー・コロンブスの第一回目の航海におけるサンタ・マリア号の僚艦、ニーニャ号とピンタ号がキャラベル船である。15世紀、キャラベル船とほぼ同時期に開発されたキャラック船は、遠洋航海においてそれまでの西欧の旧型帆船と比べ多量の輸送を可能にし、大西洋やインド洋を越えインドや中国との南海交易に参加することを可能とした。
コロンブスによるアメリカ大陸の発見（1492年）、ヴァスコ・ダ・ガマによる喜望峰を経由するインド航路の再利用（1498年）がなされた。1519年から1522年にかけてフェルディナンド・マゼランによる世界一周航海がなされている。

### 軍艦の発展（16-18世紀）

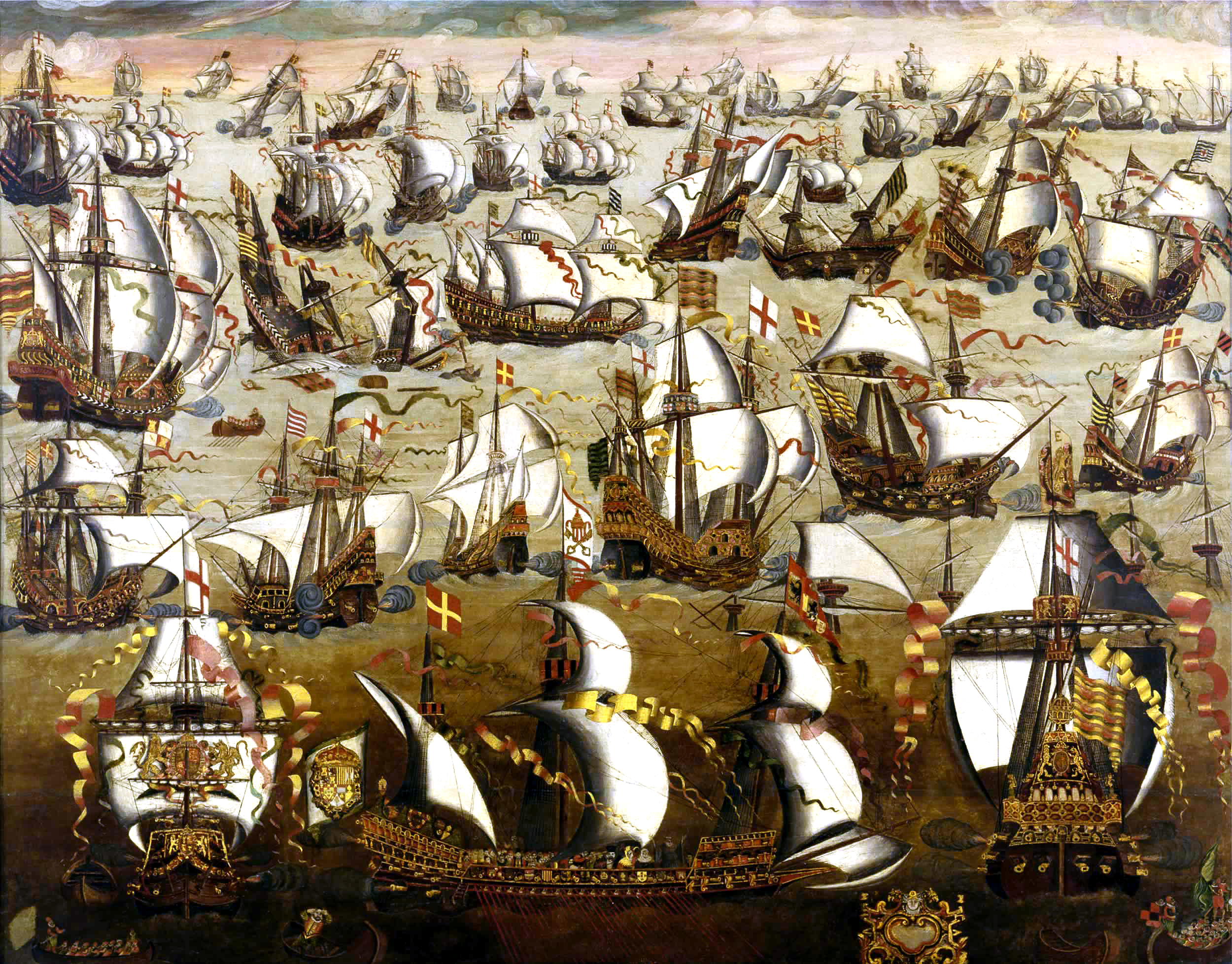
スペイン無敵艦隊

16世紀に入ると帆船の主流はキャラベル船、キャラック船から海賊から身を守るため大砲を大量に積載できるガレオン船に代わっていった。軍船も同様に、ガレー船からガレオン船に代わっていった。ガレオン船は船首楼より高い船尾楼を持つことが特徴である。従来、竜骨の長さは船幅の2.5倍程度だったが、3倍まで船体の全長が長くなったことも特徴に挙げられる。ガレオン船は商船としても用いられたが、大量の大砲を搭載できたことから主に軍艦として用いられた。大航海時代の主役はポルトガルとスペインであったが、1588年、フランシス・ドレークらが率いるイギリス艦隊がスペインの無敵艦隊を破り、状況は一変する。スペインは大西洋の制海権を失い、イギリスが一大海運国として台頭するきっかけとなった。
17世紀後半から18世紀にかけて、軍艦は艦隊を組み、大火力による艦隊決戦をしばしば行うようになる。この時期に行われた有名な海戦としてトラファルガーの海戦（1805年）が挙げられる。艦隊の主力は「戦列艦」と呼ばれる2-3層の砲列甲板に合計50-130門の大砲をもつ艦種であった。戦列艦は20世紀の軍艦における戦艦や巡洋艦に相当する。戦列艦に比べ軽快な、1-2層の砲列甲板に合計20-50門の大砲をもつ「フリゲート」と呼ばれる艦種も登場してきた。18世紀初頭には従来の「舵取り棒」に代わって操舵輪が用いられるようになり、より効率のよい操船が可能になった（詳細は帆船時代の海戦戦術も参照のこと）。

### ティークリッパー（19世紀）

カティーサーク

19世紀は帆船史上もっとも多くの帆船が建造された時代であり、そのピークは1891年のアメリカで、年間に14万4000トンの帆船が建造された。とくに1880年代は歴史上もっとも多くの帆走商船が貨物輸送を行っていた。
19世紀の科学的進歩は帆船の建造技術にも及んだ。18世紀末にジョセフ・ハダードによって従来より2倍の強度となるロープの編み方が考案され、1850年代には鉄製のワイヤーが導入されるようになり索具の設計に大幅な自由度がもたらされた。1827年には初めての鉄製マストを持つHMS「フェートン」が建造された。マストの鉄製化は船体上部の重量軽減と省スペースとなり、強度も向上した。また1850年に鉄の肋材に木の外板を貼り付けた木鉄船体をもつ「エクセルシオール号」がリヴァプールで建造された。これらの木鉄船は、巨木の入手が困難な地域で普及した。蒸気船との競争に対して帆船の劣る点の一つに人件費問題があった。そのため、より少ない人数で船を操作できるように縮帆法や帆の構成などに工夫が加えられ、1890年代にウインチが導入された。
19世紀には、紅茶を運ぶための快速船「ティークリッパー」が中国からイギリスまで新茶を届ける速さを競い合った。最初に届けられた新茶は高値で取引されるため、船主に莫大な利益をもたらした。この競争は「ティーレース」と呼ばれ、「カティーサーク」、「サーモピレー」などのティークリッパーがしのぎを削りあった。ティークリッパーは外洋を高速で帆走できるよう、標準よりも細長い船型をしている。例えば「カティーサーク」では縦の長さは横幅の6倍に達している。微妙な操船が困難になる細長い船型が可能になった背景には、蒸気機関によるタグボートが普及し、曳航によって出入港ができるようになったことが挙げられる。
19世紀は軍艦の主力が帆船から蒸気船に交代した時代でもあった。19世紀前半あたりでは、石炭の補給の問題から蒸気船は比較的短距離の航路での運用に限られていたが、給炭地が整備され、蒸気機関の性能が向上するにつれ蒸気船の優位性が明らかになってきた。
しかし、初期の動力船は船体に対して機関部と石炭庫の容積が大きすぎ、遠距離の商用航海には不向きだった。
蒸気船の優位を決定的にしたのは、1869年のスエズ運河の開通である。スエズ運河一帯はほとんど無風であるため、蒸気船の独擅場だった。帆船はその恩恵に与ることができず、上述の「ティークリッパー」の多くは中国航路から、オーストラリアからの羊毛輸送に転向を余儀なくされ、やがて姿を消していった。
クリッパーの時代が終わった1880年代には、ヨーロッパでは積載量を重視した鋼鉄製の大型帆船が作られるようになっていった。帆船は荒海として知られるホーン岬を回る航路では蒸気船よりも上手く乗りきれるとされ、オーストラリア航路やチリの硝酸の輸送に活躍した。

### 衰退後（20世紀-）
20世紀初頭にはアメリカの「トマス・W・ローソン」や、ヨーロッパ-チリ間の硝石輸送で大規模な帆走商船隊を編成したドイツのF・ライツ社が所有した「プロイセン」など、鉄・鋼鉄製の船体で大型・多マストの帆船が建造されたが、もはや帆船は海運の主役ではなくなっていた。イギリスに於いては19世紀末から帆船の建造が行われなくなっていたが、フランスでは1881年より帆船に対する補助金制度があったため、帆船時代の末期においても多くのフランス籍の大型商用帆船が就航していた。当時、フランス帆船は空荷で世界一周をしても、補助金によって十分な利益を挙げることができるといわれていた。
第一次世界大戦でドイツ潜水艦による商船無差別攻撃（無制限潜水艦作戦）などにより数多くの商用帆船が失われ、またフランスの補助金制度も打ち切られたため、所有していた英米仏の船会社は貨物運航を汽船に切り替えた。ドイツのライツ社は戦後賠償で失った船の一部を買い戻して再建を図ったが、結局1930年代前半迄に船員養成用の数隻を残して売却し汽船に置き換えた。両大戦間の時代はフィンランドの船主グスタフ・エリクソンが世界中で放棄された高性能の大型帆船を買い集めて大規模な帆走商船隊を編成し、ヨーロッパ-オーストラリア間で穀物輸送に当たっていた。当時は汽船の時代になってもなお航海士の免許に帆船の乗船経験を必要とした国が少なくなかったため、エリクソンの船団にはそのような実習生が多数乗船し、人的な面での需要もまだ残っていた。
しかし、エリクソンの帆走商船隊も第二次世界大戦で大半の船を失い、1947年の彼の死と共に終わりを告げた。最後まで残っていたのは南米のチリ沿岸で運航されていた1隻と、西ドイツの船主が練習船兼穀物輸送の貨物船として使用していた2隻だったが、1957年9月22日に西ドイツの「パミール」が南大西洋上で台風の直撃を受けて遭難沈没し、大半の乗員と実習生が犠牲となる惨事が起き、姉妹船の「パサート」も運航継続を断念、翌1958年6月18日にチリ沖で肥料輸送に就いていた「オメガ」が沈没し、ここに大型商用帆船は海上から姿を消した。
その後オイルショックの時代、航空力学を応用したハイテク商用帆船の建造が真剣に検討され設計も行われたが、多くは建造前にオイルショックが終わったため実際に就航した例は新愛徳丸やポテト丸など少数である。
この時代を最後に、大型帆船の活躍の場は海軍の士官や民間の船員養成の練習船、競技用、クルーズ船など限定されたものになった。

### 燃料高騰と復活（21世紀-）

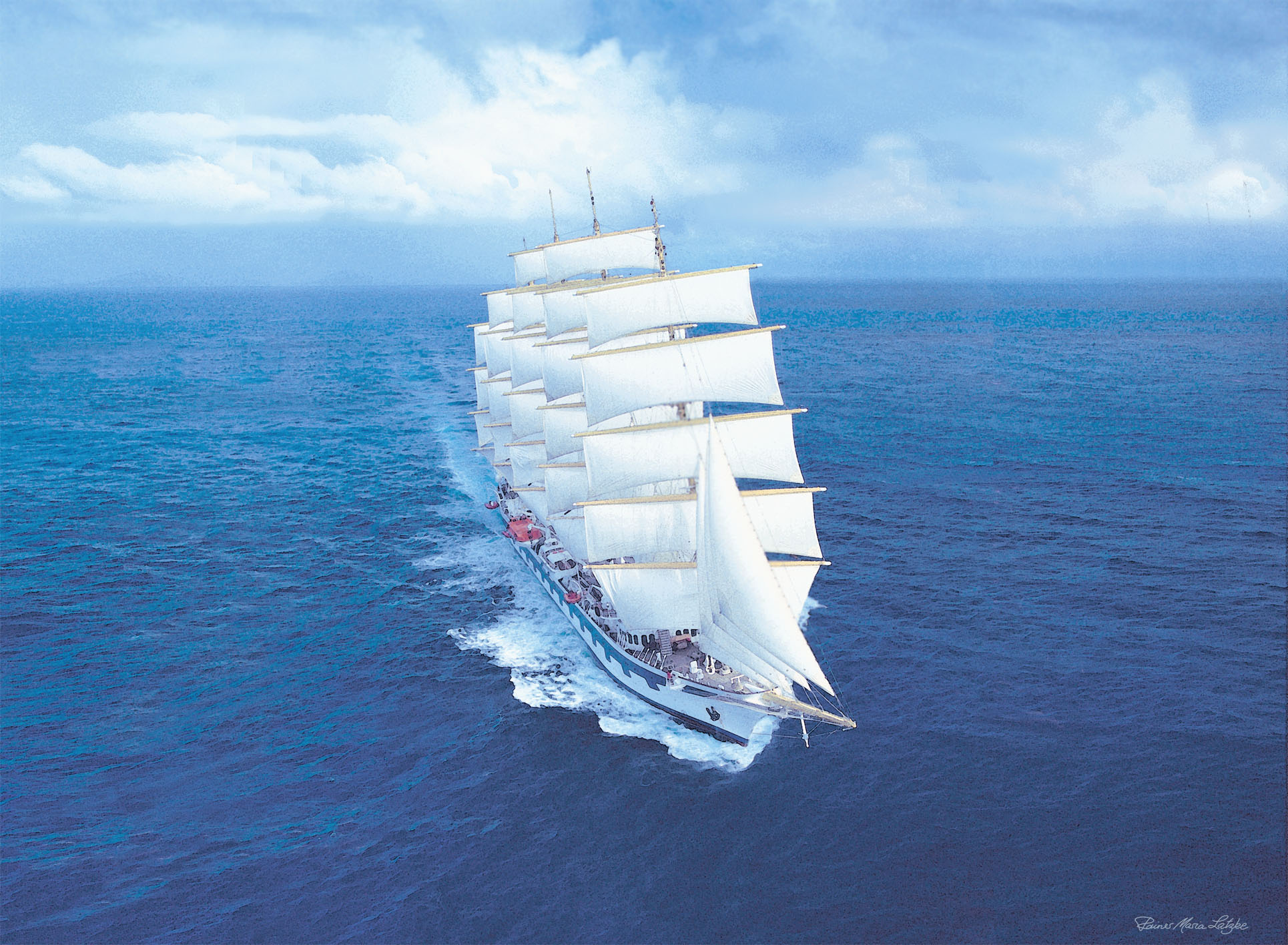
ロイヤル・クリッパー（2009年）

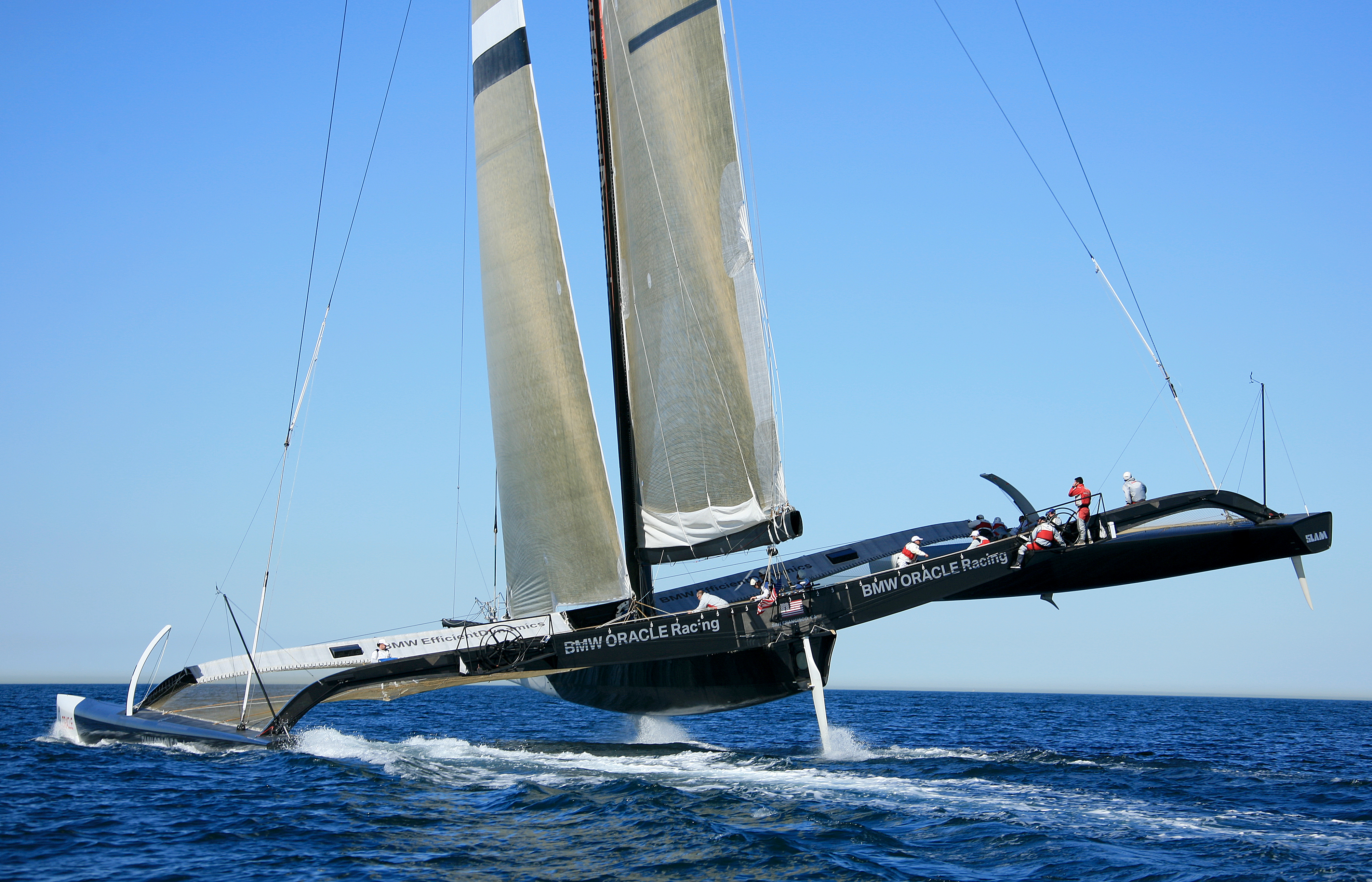
三胴のレース帆船（2009年）

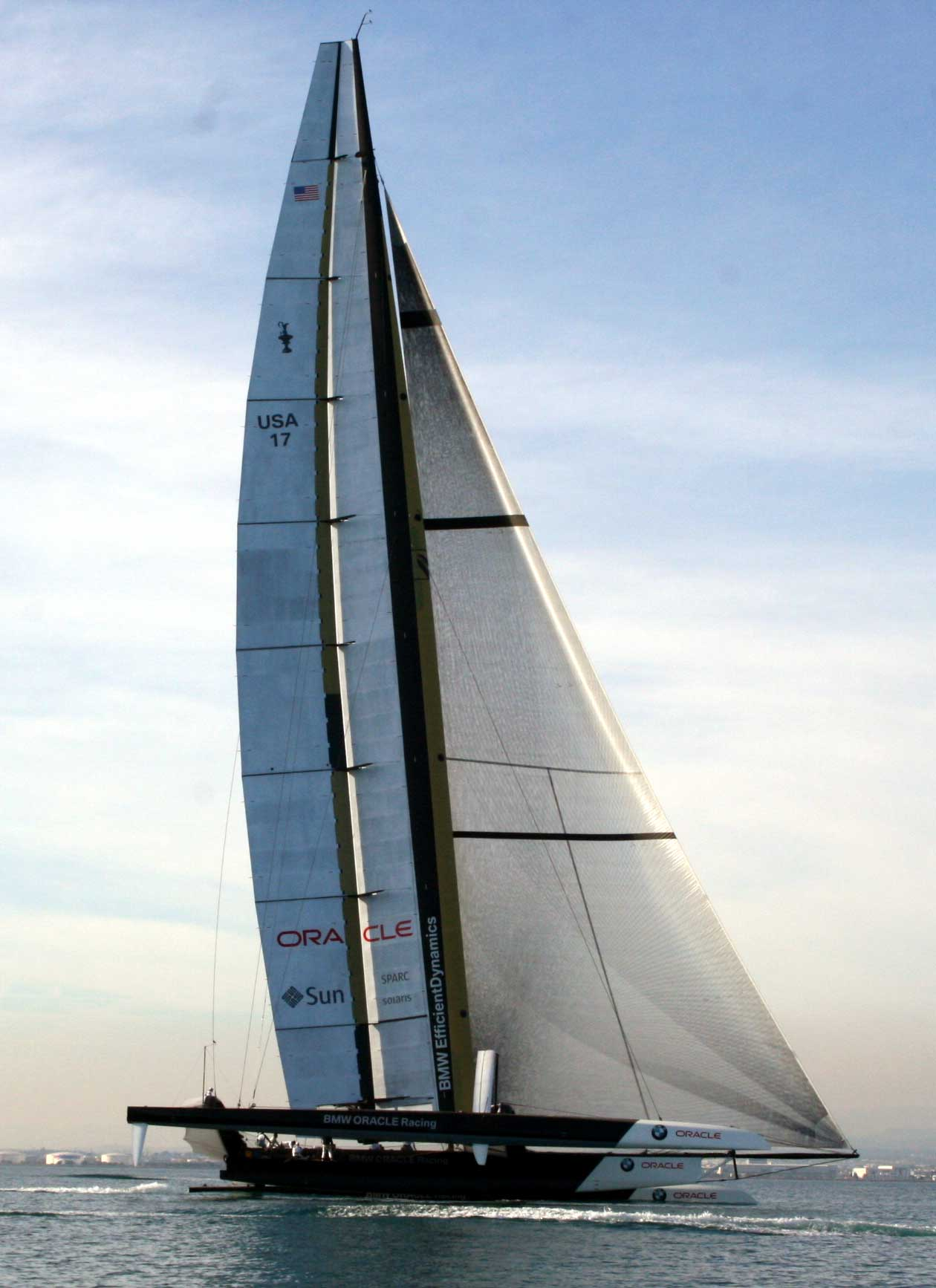
アメリカスカップに出場する帆船（2010年）

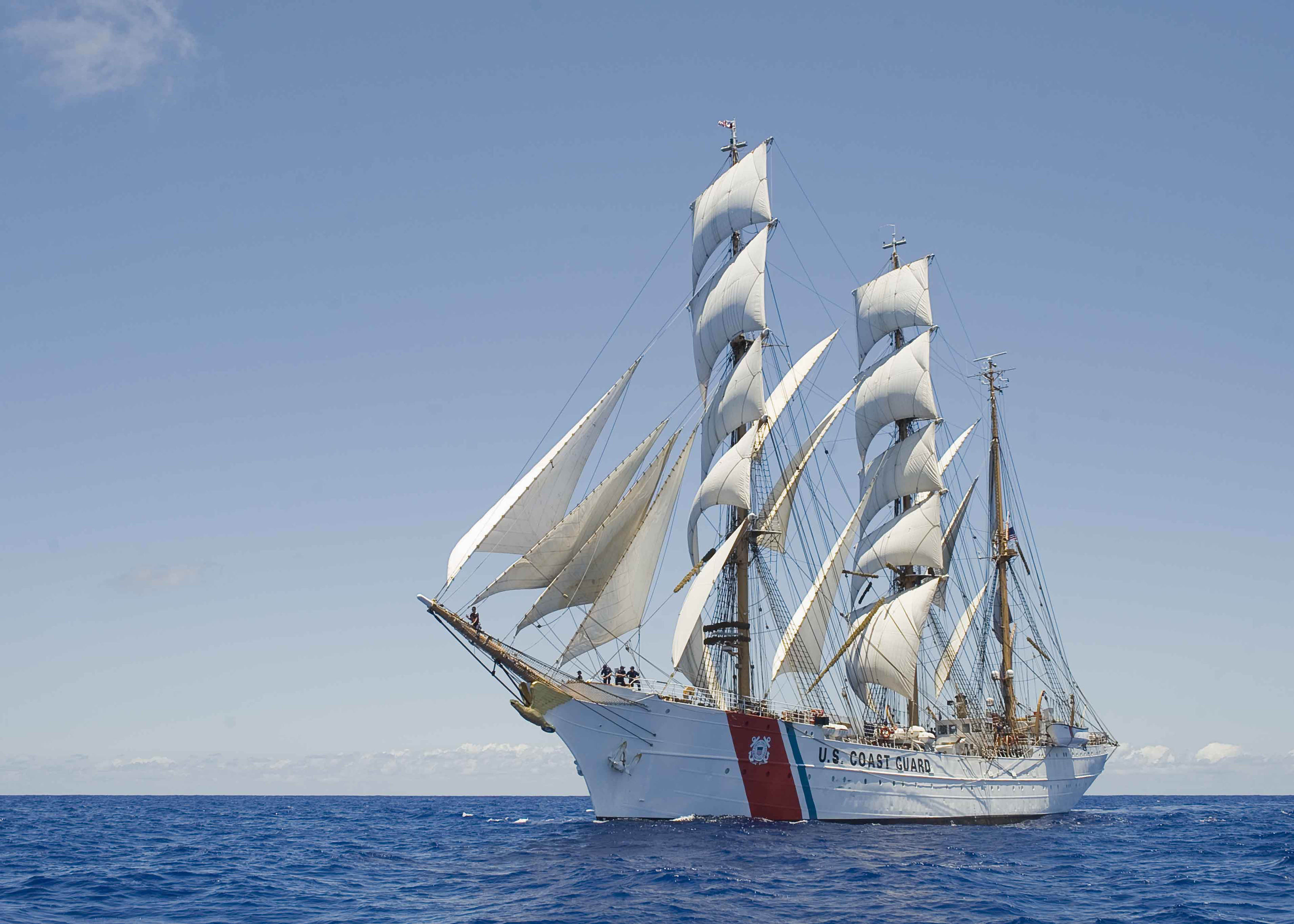
訓練航海中のイーグル（2013年）

21世紀に入ってスタークリッパー社が、前述のプロイセン号をモデルにした5本マスト・シップ型の大型帆船「ロイヤル・クリッパー」を初めとする3隻の帆走クルーズ客船をカリブ海域に投入している。
現代でも帆船の特性に由来するルール『スターボード艇優先の原則』が国際法として継承されている。
燃料高騰への対応
貨物船としては、オイルショック以降燃料節約を目的にした半帆走商船の研究が進み、1980年代には新愛徳丸や初代ポテト丸など複数の半帆走貨物船が就役したが、初期投資や維持コストの高さ、積載量が減り運用効率が低いことなどから短命に終わった。1999年に新造された2代目ポテト丸には帆が採用されなかった。
その後も原油高騰のあおりを受けた2007年以降、コンピュータで制御する大きな凧を装備したタンカーが運航されるようになった。このような機帆船は、第一次オイルショックの際にも検討されていたが、帆を操作する熟練した船員が多数必要であり、これが人件費を抑えようとする船主との思惑と一致しないという問題点が存在した。現在は風向風速計からえられたデータをコンピュータで解析、帆を電動モータで正確に制御することにより船員を最小限にして、最大で燃費を15-30%程度改善する効果があるとされる。これらの省エネルギーを目的とした帆船は、補助動力として風を利用しており、予定航海日数を厳守するべくヨットレースのように向かい風を利用してジグザグ航行を行ってまで燃料節約を行わない。
2008年にはフランスの海運業者Compagnie de transport maritime à la voile社（CTMV）によって、ワインの商用輸送が再開された。CTMVは108隻の古い帆走船を所有しており、その速度は8ノット程度ではあるが、環境問題に関するアピールや燃料代の節約になっている。
その後も帆走を推進力の一部とした、帆船と汽船のハイブリッド船の開発は続いている。2009年には、東京大学と海運会社による硬翼帆を使った省エネルギー帆船の研究「ウインドチャレンジャー計画」が始まった。2018年には商船三井と大島造船所に継承され、2020年12月10日に東北電力と商船三井による硬翼帆の石炭運搬船を大島造船所で建造することが発表された。硬翼帆式風力推進装置を搭載した船は、2022年10月までに竣工して『松風丸』として運用開始。オーストラリアなどと日本との間で性能検証が行われた結果、1日最大17％、1航海平均では5-8%の燃料節減効果が確認された。
セーリングとしての帆船
実用船としては一般的ではなくなったが、欧米ではセーリングは文化として根付いており、現代風のセーリングクルーザーを用いたセーリングだけでなく、かつて活躍した（中型程度の）商用帆船やセーリング・フィッシング・ボート（漁業用帆船）などがいくつも（微）改修されてレジャー目的で大切に乗り続けられている。また、セーリングをする人々の間では特に有名なアメリカスカップやジ・オーシャンレースなどのヨットレースが盛んに行われており、オリンピックのセーリング競技も行われ、これらに参加する帆船の帆は人力で操作するものの、船体は最新の流体力学による知見と炭素繊維などのハイテク素材を利用して開発されている。
伝統文化としての帆船
北海道の野付湾では、ホッカイエビ漁の際に住処となるアマモを傷つけないようにエンジンを停止して帆走のみで漁を行う打瀬網漁が伝統行事として続いており、地元の観光資源にもなっている。
練習船としての帆船
汽船が主流である21世紀でも、航海や操船の訓練のために帆船が運用される例は多い。日本では、航海訓練所（現・海技教育機構）の帆走練習船日本丸・海王丸が更新され、21世紀に入っても運用されている。各国の海軍でも士官教育のため帆走の練習艦を運用することは多く、アメリカ沿岸警備隊ではドイツから戦後賠償として取得されたバーク（イーグル）を士官学校の海洋実習船として利用している。

## 水上機

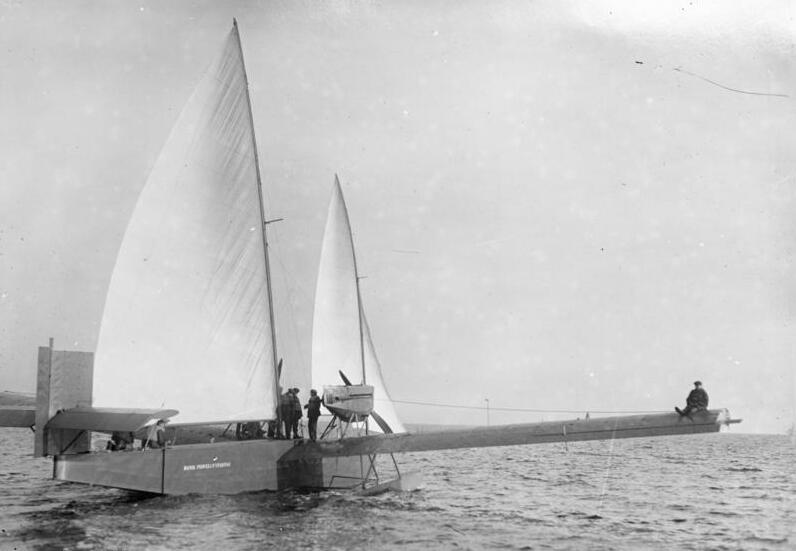
帆を張ったロールバッハ Ro II

水上機はエンジンで水上を滑走するだけでなく帆を張れば帆船ともなるため、一種の機帆船とみなすこともできる。
機械の信頼性が低かった時代にはエンジンの故障で不時着水した際、陸まで移動するための予備動力として取り外し可能なマストと帆が搭載されており、緊急時には帆船となって移動することが想定されていた。
エンジンの信頼性が向上した現代の水上機には採用されていない。

## 著名な帆船

### 17世紀以前
宝船（15世紀、明、ジャンク）
鄭和による東アフリカまでの大航海に用いられた船で最大の帆船。『明史』によれば長さ44丈（約137m）、幅18丈（約56m）、8,000t、マスト9本を備えたと伝えられている。
サンタ・マリア号（15世紀、スペイン、ナオ）
1492年、コロンブスによる初の大西洋横断航海のときに使われた3隻の帆船のうちの最大の船で、コロンブスが乗船した。イスパニョーラ島発見後に座礁、解体された。マストの本数、帆数と種類は判明しているものの船体については不明な部分が多い。
ビクトリア号（16世紀、スペイン、キャラック）
フェルディナンド・マゼランによる1519年から1522年にかけ地球一周航を目指した5隻の船団の1隻。船団の中で唯一世界一周を成し遂げた。
ゴールデン・ハインド（17世紀、イギリス、ガレオン）
フランシス・ドレークが世界一周を行った時の旗艦。ただし、南米のドレーク海峡を通過した時点で船団はゴールデン・ハインド号だけとなっていた。
メイフラワー号（17世紀、イギリス、フリュート）
1620年、106人の清教徒をイギリスから新天地アメリカに運んだ。
サン・ファン・バウティスタ号（1614年、日本（仙台藩）、ガレオン）
日本で最初に建造された大型西洋式帆船。ローマ教皇のもとに遣わされたルイス・ソテロ（Luis Sotelo）および支倉常長以下の使節団を太平洋を横断してメキシコへ送りとどけ、同使節団の帰途にもメキシコから日本へ連れ帰った。
ヴァーサ（1628年、スウェーデン、戦列艦）
処女航海で帆を展開した際に横転沈没した悲劇の船。寒冷な海域だったため、1961年に船体の原型をほぼ保った形で引き揚げられ、17世紀ガレオン船の構造を示す貴重な資料となっている。
ソブリン・オブ・ザ・シーズ（1637年、イギリス、戦列艦）
100門の大砲を備えた戦列艦で、金箔による絢爛な装飾からオランダ海軍は「黄金の悪魔」と称した。

### 18世紀
ヴィクトリー（1765年、イギリス、戦列艦）
トラファルガーの海戦でネルソン提督の旗艦となった戦列艦。イギリス海軍の現役の戦艦としてポーツマス港に保存されている。
エンデバー（1768年、イギリス、バーク）
ジェームズ・クックにより、世界航海に使用された。
バウンティ（1784年、イギリス、シップ）
南太平洋のタヒチから帰途の途中で発生した叛乱で有名。この史実はマーロン・ブランド主演の『戦艦バウンティー』やメル・ギブソン主演の『バウンティ/愛と叛乱の航海』など計3度映画化されている。
三国丸（1786年、日本、折衷）
江戸幕府が建造した廻船。和船の帆に加えて洋式帆船のジフとスパンカーを備えた折衷船だった。
コンスティチューション（1797年、アメリカ、フリゲート）
米英戦争で活躍したフリゲート。アメリカ海軍の現役艦として数回の大修理を経て2008年現在も航海可能であり、航海可能な現役艦としては世界最古である。また、ポーツマス港に保存される戦列艦ヴィクトリー、横須賀に保存される戦艦三笠とあわせ世界三大記念艦とされる。

### 19世紀
ビーグル（1820年、イギリス、ブリッグ）
イギリス海軍の調査船。チャールズ・ダーウィンが乗り込んだ船として有名。
鳳凰丸（1854年、日本（江戸幕府）、バーク）
江戸幕府が建造した、日本初の大型洋式帆船。
君沢形（1855年-1856年、日本、スクーナー）
沈没したロシアの帆船ディアナの代船として建造されたヘダ号をはじめとする11隻の帆船。日本で初めて量産された洋式帆船となった。
メアリー・セレスト号（1861年、アメリカ、ブリガンティン)
1872年12月4日、中部大西洋で無人のまま漂流している所を発見され、後にアーサー・コナン・ドイルの小説「J・ハバクック・ジェフソンの証言」でのマリー・セレスト（Marie Celeste）として広く知られるようになった。船長の家族を含む全乗員の行方は、現在もなお海事史上のミステリーの一つである。
カティーサーク（1869年、イギリス、クリッパー）
現存する唯一のティークリッパー。サーモピレー（1868年建造、イギリス）とスピード競争を繰り広げた。ロンドン近郊のグリニッジで保存展示されていたが、復元工事中の2007年5月21日に火災事故が発生。2012年に一般公開が再開された。スコッチの銘柄の名称としても有名。
明治丸（1875年、日本、スクーナー）
明治政府がイギリスに発注した灯台視察船（兼ロイヤル・ヨット）。1876年、明治天皇が東北地方巡幸の際に乗船し7月20日に帰着。平成になってこれに因み海の記念日が制定された。1896年に東京商船学校の練習船として下付された。1978年に日本に現存する唯一の鉄船として重要文化財の指定を受け、東京海洋大学の越中島キャンパス内で保存されている。
パス・オブ・パルマハ→ゼーアドラー（1888年、イギリス→アメリカ→ドイツ、クリッパー）
イギリスで建造された貨物船。第一次世界大戦中の1915年に鹵獲され、燃料補給が不要という帆船の特性を活かして遠洋での通商破壊を行った。海の悪魔（Seeteufel）と称えられた。
フラム号（1893年、ノルウェー、スクーナー）
耐氷構造の探検船で、フリチョフ・ナンセンによって氷に閉じ込められたまま3年がかりで北極海の横断に成功した（ナンセンのフラム号遠征）ほか、ロアール・アムンセンによる南極点探検（アムンセンの南極点遠征）に用いられた。その後、記念船として展示公開されている。

### 20世紀
初代大成丸（1904年、日本、バーク）
東京高等商船学校航海練習船。4本マストのバーク。1912-13年に掛けて初の世界一周遠洋航海に就く。1945年10月9日、神戸沖の瀬戸内海で触雷沈没。
雲鷹丸（1909年、日本、バーク）
東京海洋大の前身である東京水産大の前身である農商務省水産講習所の初代練習船・快鷹丸が韓国慶尚北道迎日湾にて難破したため、1909年に大阪鉄工所桜島造船所で、2代目練習船として建造された。4本マストのバーク。国産の鋼製船舶としては現存最古。1962年に、越中島から現在の東京海洋大学品川キャンパスに移設され、1998年12月11日に国の登録有形文化財として登録された。
グロスヘルツォーク・フリードリッヒ・アウグスト→スターツロード・レムクル（1914年、ドイツ→イギリス→ノルウェー→ドイツ→ノルウェー、バーク）
ドイツで建造されたが、第一次大戦後に賠償艦としてイギリスに引き取られ、1921年にノルウェーが購入した。第二次大戦中のクヴィスリング政権下ではドイツに編入されたが、戦後ノルウェーに返還された。1923年から練習用帆船として運用されており、一般市民や企業、ノルウェー海軍向けの練習航海を行っている。2022年8月から2023年4月にかけて、世界一周航海を行った。
マグダレン・ヴィネンII世→コモドーネ・ジョンセン→セドフ（1921年、ドイツ→ソビエト連邦→ロシア、バーク）
ドイツで建造された3,432総トンの4本バーク。第二次大戦後に賠償艦としてソ連に引き取られ、ソ連およびロシアの漁業従事者の養成に用いられている。2020年8月18日から10月18日に帆船として141年ぶりに北極海航路の航行に成功した。
進徳丸（1924年、日本、バーケンティン）
神戸高等商船学校航海練習船。4本マストのバーケンティン。1945年8月に空襲を受け大破着底、1946年に引き揚げられ修理されたが、帆装は復旧せず汽船練習船として用いられた。1962年に引退し神戸商船大学の敷地に保存されたが、1995年の阪神・淡路大震災で被災し、解体された。
日本丸（1930年、日本、バーク）
文部省航海練習船。4本マストのバーク。1984年に引退し、その役割を日本丸II世に引き継いだ。横浜みなとみらい21で展示・保存されている。
海王丸（1930年、日本、バーク）
文部省航海練習船。4本マストのバーク。1989年に引退し、その役割を海王丸II世に引き継いだ。富山新港海王丸パークにて一般公開されている。
アメリゴ・ヴェスプッチ（1931年、イタリア、シップ）
「世界一美しい帆船」とも呼ばれる、1931年2月22日に就役したイタリア海軍の練習艦。3本マストのシップで、船体は19世紀前半のフリゲート艦タイプ。2000年に近代化改装が行われ、ディーゼル発電機と電気モーターによる電気推進システムが導入された。
ホクレア（1975年、ハワイ、航海カヌー）
伝統的航海技術研究の為に建造された双胴の航海カヌー。ナイノア・トンプソンはこの船を用いて独自のスター・ナヴィゲーション技術を編み出した。現在までにハワイからニュージーランド、イースター島、タヒチ等、ポリネシア・トライアングル内の主要な島々を全て訪問している。
新愛徳丸（1980年、日本）
世界初の省エネ帆走商船。
クアウテモク（1981年、メキシコ）
メキシコ海軍の帆走練習艦。
海星（1987年、ポーランド、ブリガンティン）
1990年8月にボーランドのグダニスクで建造され、民間のNPO団体 日本セイルトレーニング協会が運営していたトレーニングシップ。2本マストのブリガンティン。広く海事思想の普及に努めたが、2003年に運航を停止し、アメリカに売却された。
みらいへ（1992年、日本、スクーナー）
大阪市が所有していたセイル・トレーニングシップ。旧船名は「あこがれ」。3本マストのトップスルスクーナー。日本の帆船として初めて世界一周航海（東回りヨーロッパ航路）を達成した。

### 21世紀
シャバブ・オマーン2（2014年、オマーン、シップ）
オマーン海軍の帆走練習艦で、3本マストのシップ。2014年9月にオランダのダーメン・シェルデ造船所で竣工した。
ビマ・スチ（2017年、インドネシア、バーク）
インドネシア海軍の帆走練習艦で、3本マストのバーク。2017年9月にスペインのフレイア造船所で竣工した。艦橋には、電子海図のモニターなどデジタル機器が用いられている。
シー・クラウド・スピリット（2021年、ドイツ、シップ）
ドイツのシー・クラウド・クルーズの帆走クルーズ客船で、3本マストのシップ。船体完成間際の2008年に造船所が倒産して建造が中断したが、その後建造を再開し2021年に竣工した。乗客136人を69室の客室に収容し、浴場やフィットネス設備も備える。

## その他
- 南北朝の武将名和長年は「帆掛船」を笠験としていた[32]。この他、帆船の家紋としては、「丸に帆掛舟」、「丸に真向き帆掛舟」があるが、帆単体の家紋の方が多い[33]。
- 帆船（sailing ship , sailing boat）を操作する人をセーラー（sailor）＝船乗り、水兵、水夫という。
- 日本語のホタテガイ（帆立貝）の由来は、貝を開いて風を受けて移動した姿が帆立に見えたことからという説話が『和漢三才図会』（東京美術）に記載されている（「ホタテガイ#呼称」も参照）。